# Rupert Ryan
Rupert Ryan (Wellington, 25 febbraio 1974) è un ex calciatore neozelandese, di ruolo attaccante.

## Palmarès

### Club

#### Competizioni nazionali
- Campionato neozelandese di calcio: 4

Napier City Rovers: 1998, 2000
Miramar Rangers: 2002, 2003
- Catham Cup: 2

Napier City Rovers: 2000
Miramar Rangers: 2004